# Aulotarache decoripennis
Aulotarache decoripennis är en fjärilsart som beskrevs av Paul Mabille 1900. Aulotarache decoripennis ingår i släktet Aulotarache och familjen nattflyn. Inga underarter finns listade i Catalogue of Life.